# 설랑
설랑(薛朗, ? ~ 888년 3월 14일(음력 1월 28일))은 당나라 말기의 군관으로, 진해군(鎭海軍, 본부는 지금의 강소성 진강시에 있었다) 사병들이 절도사 주보를 타도한 후, 887년 중의 대부분의 기간 동안 진해군의 일부를 통제하였다. 그 해 연말, 그는 전류에게 사로잡혀 888년 초에 주살되었다.

## 생애

### 가세(家世), 진해군을 탈취하다
설랑의 가세(家世)에 관해서는 거의 알려진 바가 없으며, 정사에도 그의 열전이 없다. 광계 3년(887년) 3월, 당시 설랑은 진해군절도사 겸 천하염철조용부사(天下鹽鐵租庸副使) 주보 휘하에서 탁지최감사(度支催勘使)로 있었고, 직함은 태자좌서자(太子左庶子)였다. 이 무렵, 주보는 향락에 빠져 정사(政事)를 돌보지 않고 있었다. 그는 일꾼들을 징발하여 본부 윤주(潤州, 지금의 강소성 진강시)에 외성을 쌓고 왕급의 관저를 지어, 백성들이 과중한 노역에 시달렸다. 주보는 자신을 보위하고자 1,000여명의 새로운 친위대를 모병·조직하여 후루도(後樓都)라고 명명하고 진해군의 일반병들보다 2배나 많은 급여를 지급하여 진해군의 일반병들의 원한을 샀다. 하루는 주보가 막료들과 함께 연회를 즐기고 있었는데, 한 막료가 그에게 진해군의 일반병들이 후루도에 원한을 품고 있다고 말하였다. 이에 주보는 이렇게 말하였다.
| “ | 그놈들이 감히 소란을 피우면, 당장 그놈들을 죽여라! | ” |

설랑은 이 말을 벗 진해군 장령 유호(劉浩)에게 전하며 군사들을 단속하라고 경고하였다. 이에 유호는 말하였다.
| “ | 우리가 쿠데타를 일으켜야만 죽음을 면할 수 있다! | ” |

그러고는 그 날 밤, 동료 조군(刁頵)과 함께 진해군 사병들을 이끌고 쿠데타를 일으켜 주보의 관저를 공격하였다. 잠에서 깨어난 주보는 후루도를 불러 쿠데타군에 맞서게 하였으나, 곧 후루도마저 쿠데타군에 가담하였다는 것을 알게 되었다. 주보는 쿠데타군을 맞아 싸울 별다른 도리가 없자, 가솔들을 데리고 걸어서 상주로 도망가 자사 정종실(丁從實)에게 의지하였다. 그렇게 주보를 내쫓은 유호는 주보의 막료들과 보좌관들을 죽였다. 광계 3년 3월 18일(887년 4월 15일)의 일이었다. 이튿날인 3월 19일(887년 4월 16일), 유호는 설랑을 부청으로 맞아들여 유후(留後, 절도사 권한대행)·지부사(知府事)로 추대하였다. 앞서 주보가 조용부사(租庸副使)를 겸임하면서 성 안에 산더미처럼 쌓여 있던 재화들은 그날로 모조리 쿠데타군의 손에 넘어가 버렸다.

### 패망
진해군을 장악한 설랑은 남쪽으로는 비릉(毗陵, 지금의 상주시 무진구)을 습격하였고, 서쪽으로는 건업을 침공하였다. 하지만 설랑이 진해군을 접수한 일을 가지고 다투는 사람이 없었던 것은 아니었다. 항주자사 전류는 설랑을 인정하지 않았다. 전류의 상관인 위승군(威勝軍, 본부는 지금의 절강성 소흥시에 있었다)절도사 동창은 희종으로부터 설랑을 토벌하라는 칙명을 받고 전류에게 군사행정을 위임하였다. 같은해 5월, 전류는 그의 부하 장령들인 동안도장(東安都將) 두릉(杜稜)·절강도장(浙江都將) 완결(阮結)·정강도장(靜江都將) 성급(成及)을 보내어 각자 휘하의 본부부대를 이끌고 설랑을 토벌하게 하였다. 같은해 6월, 두릉은 설랑의 장령 이군왕(李君暀)을 양선(陽羨, 지금의 강소성 무석시의 현급시 의흥시)에서 무찔렀다. 같은해 12월 28일(888년 2월 13일), 설랑은 식량을 소진하였고, 완결은 진해군의 군부 윤주를 함락시키고 설랑을 사로잡아 항주로 압송(押送)하였다. 유호는 도망가 행방불명이 되었다. 광계 4년 1월 28일(888년 3월 14일), 전류는 설랑을 참수하고 그의 가슴을 쪼개서 심장을 적출하여, 죽은 지 한 달 밖에 안된 주보에게 제사를 지냈다.

### 내용주
1. ↑  《구당서》의 희종 본기에서는 2월에 유호가 설랑과 공모하여 주보를 내쫓고 유후를 자칭하였다고 하였다.[12]
2. ↑  《구당서》의 소종 본기에는 사로잡혀 주살되어 심장이 적출된 인물은 설랑이 아닌 유호라고 기재되어 있다.[29]

### 참조주
1. 1 2 3 4 5  중앙연구원 음양력 변환기
2. 1 2 3 4 5 6 7  사마광, 《자치통감》, 권257 당기(唐紀) 제73
3. 1 2 3 4 5 6 7  호삼성, 《자치통감음주》, 권257 당기(唐紀) 제73 희종 혜성공정효황제(惠聖恭定孝皇帝, 이하 《자치통감보》는 희종) 하-하
4. 1 2 3 4  《신당서》, 권9 본기(本紀) 제9 中 희종
5. 1 2 3 4 5 6 7 8 9 10 11 12 13 14  사마광, 《자치통감》, 권256 당기(唐紀) 제72
6. 1 2 3 4 5 6 7 8 9 10 11 12 13 14  호삼성, 《자치통감음주》, 권256 당기(唐紀) 제72 희종 하-중
7. 1 2 3 4 5 6 7 8 9 10 11 12 13  엄연(嚴衍), 《자치통감보(資治通鑑補)》, 권256 당기(唐紀) 희종  희종 하-중 中 광계 3년(887, 정미), 사보루(思補樓) 교정인쇄본 《자치통감보》(135), 47/97페이지.
8. 1 2 3 4 5 6 7 8 9 10 11 12 13  《백양판 자치통감 (62) 낭호곡》, 110쪽. [887년 (정미)].
9. 1 2 3 4 5 6 7 8 9 10 11 12  구양수 외, 《신당서》, 권186 열전 제111 주·왕·등·진·제·조·2양·고(周王鄧陳齊趙二楊顧) 中 주보
10. 1 2 3 4 5 6 7 8 9 10 11  범경(范坰)·임우(林禹), 《오월비사(吳越備史)》, 권1 무숙왕(武肅王) 上
11. 1 2 3 4 5 6 7  구양수, 《신오대사》, 권67 세가(世家) 제7 오월세가
12. 1 2  《구당서》, 권19하 본기(本紀) 제19하 희종
13. 1 2 3 4  설거정 외, 《구오대사》, 권133 세습열전 2 中 전류
14. ↑  엄연(嚴衍), 《자치통감보(資治通鑑補)》, 권256 당기(唐紀) 희종  희종 하-중 中 광계 3년(887, 정미), 사보루(思補樓) 교정인쇄본 《자치통감보》(135), 46/97페이지.
15. ↑  《백양판 자치통감 (62) 낭호곡》, 109쪽. [887년 (정미)].
16. 1 2 3  피광업, 《전당문》, 권0898. 〈오월국(吳越國) 무숙왕(武肅王) 전류(錢鏐) 묘비명(墓碑銘)〉
17. ↑  엄연(嚴衍), 《자치통감보(資治通鑑補)》, 권257 당기(唐紀) 희종 하-하 中 광계 3년(887, 정미), 사보루(思補樓) 교정인쇄본 《자치통감보》(135), 63/97페이지.
18. ↑  《백양판 자치통감 (62) 낭호곡》, 123쪽. [887년 (정미)].
19. ↑  엄연(嚴衍), 《자치통감보(資治通鑑補)》, 권257 당기(唐紀) 희종 하-하 中 광계 3년(887, 정미), 사보루(思補樓) 교정인쇄본 《자치통감보》(135), 67/97페이지.
20. ↑  《백양판 자치통감 (62) 낭호곡》, 128쪽. [887년 (정미)].
21. 1 2 3  이기, 《전당문》, 권0847. 〈양(梁) 계성광운동덕공신(啓聖匡運同德功臣)·회남(淮南)·진동(鎭東)·진해(鎭海) 등 군(軍) 절도사(節度使)·회남(淮南)·절강동·서(浙江東·西) 등 도(道) 관찰(觀察)·처치(處置)·영전(營田)·초토(招討)·안무(按撫) 겸 염철(鹽鐵)·제치(制置)·발운(發運) 등 사(使)·개부의동삼사(開府儀同三司)·상보(尙父)·수(守)상서령(尙書令)·양(揚)·항(杭)·월(越) 등 주(州) 대도독부(大都督府) 장사(長史)·상주국(上柱國)·오월왕(吳越王) 전류(錢鏐) 공(公) 생사당(生祠堂) 비문(碑文)〉
22. ↑  엄연(嚴衍), 《자치통감보(資治通鑑補)》, 권257 당기(唐紀) 제73 희종 하-하 中 광계 4년(887, 정미), 사보루(思補樓) 교정인쇄본 《자치통감보》(135), 82/97페이지.
23. 1 2  《백양판 자치통감 (62) 낭호곡》, 140쪽. [887년 (정미)].
24. ↑  전류, 《전당문》, 권0130. 〈대종보(大宗譜) 서문(序文)〉
25. ↑  양응식, 《전당문》, 권0858. 〈대당(大唐) 고(故) 천하병마도원수(天下兵馬都元帥)·상보(尙父)·오월국왕(吳越國王, 시호(諡號) 무숙(武肅)) 신도비명(神道碑銘)과 서문(序文)〉
26. ↑  나은, 《전당문》, 권0895. 〈동안진(東安鎭)에 새로 쌓은 나성(羅城)에 대한 기문(記文)〉
27. 1 2  엄연(嚴衍), 《자치통감보(資治通鑑補)》, 권257 당기(唐紀) 제73 희종 하-하 中 광계 4년(888, 무신), 사보루(思補樓) 교정인쇄본 《자치통감보》(135), 84/97페이지.
28. ↑  《백양판 자치통감 (62) 낭호곡》, 142쪽. [888년 (무신)].
29. ↑  《구당서》, 권20상 본기(本紀) 제20상 소종

## 참고 문헌
- 백양(柏楊, 1920년 ~ 2008년), 《백양판 자치통감》
  - (대만) 백양 역 (1993년 3월). 〈낭호곡(狼虎谷)〉. 《현대어문판 자치통감》 [백양판 자치통감 (62) 낭호곡] (중국어) (62) 1판. 북경: 중국우의출판공사(中國友誼出版公司). ISBN 7-5057-0027-8.

| 전임 주보 | 진해군절도사 (권한대행) 887년 | 후임 (6년 후) 전류 |